# Virna Flores
Virna Giannina Flores Di Liberto (Lima, 13 de febrero de 1977) es una actriz peruana.

## Biografía
Empezó en la televisión peruana actuando en las telenovelas La rica Vicky y Amor serrano.
Seguidamente, afianzó su carrera de actriz participando en María Emilia, querida, Milagros y Éxtasis. 
En el año 2002, participó en la telenovela Gata salvaje, coproducida por Venevisión y Fonovideo. El año siguiente, participó en Amor descarado, telenovela estadounidense de Telemundo. En 2004, actuó para la telenovela de Televisa Inocente de ti.
Regresó al Perú en el año 2006 para protagonizar Amores como el nuestro junto con Ismael La Rosa. El año siguiente, actuó en la telenovela Acorralada, de Venevisión Internacional.
En 2008, actuó en la telenovela producida por Telemundo La traición. El año siguiente, participó en un episodio de la serie de Fox Tiempo final.
En diciembre de 2008, se casó con el actor Ismael La Rosa, luego de 12 años de relación, y en 2010 nació su primer hijo, Varek, y en 2012 su hija, Ishana.[cita requerida]

## Filmografía

### Televisión
- La rica Vicky (1997), como Victoria «Vicky» Carranza
- Amor serrano (1998), como Micaela Montes de Oca
- María Emilia, querida (1999-2000), como Laura Laurita Briceño
- Milagros (2000-2001), como Lucía Muñoz de la Torre
- Éxtasis (2001), como Almendra
- Gata salvaje (2002-2003), como Minerva Palacios de Robles
- Amor descarado (2003-2004), como Jennifer Rebolledo
- Inocente de ti (2004-2005), como Virginia Castillo Linares-Robles[5]
- La guerra de los sexos (2005), participante
- Amores como el nuestro (2006), como Beatriz Flores
- Acorralada (2007), como Camila Linares
- La traición (2008), como Eloísa Renán
- Tiempo final (2009), episodio: «La Mula», como Melissa Smith Juárez
- Santa diabla (2013-2014), como Paula Delgado
- Los otros libertadores (2021), como Juana Noin, la Rubia
- Inseparables: amor al límite (2022), como ella misma[6]
- Súper Ada (2024), como María Victoria González Pérez «la Bárbara»
- Al fondo hay sitio (desde 2024), como Lorena Contreras
- La rosa de Guadalupe Perú (2025), como Bárbara

### Teatro
- Desnudos (2025), como Carla

## Premios y nominaciones
| Año  | Premio                                     | Categoría               | Nominación a                  | Resultados |
| ---- | ------------------------------------------ | ----------------------- | ----------------------------- | ---------- |
| 2013 | Las Estrellas del Año de People en Español | Mejor actriz secundaria | Ella misma (por Santa diabla) | Nominada   |